# Histoire démographique de la France
Pour des articles plus généraux, voir Démographie de la France et Français (peuple).

## Évolution du nombre d'habitants en métropole
| Démographie de la France de 1226 à 2017 (en millions) |
| Le graphique qui aurait dû être présenté ici ne peut pas être affiché car il utilise l'ancienne extension Graph, désactivée pour des questions de sécurité. Des indications pour créer un nouveau graphique avec la nouvelle extension Chart sont disponibles ici . |

| Date             | Habitants  |
| ---------------- | ---------- |
| 15 000 av. J.-C. | 50 000     |
| 5000 av. J.-C.   | 500 000    |
| 2500 av. J.-C.   | 5 500 000  |
| An 1             | 7 000 000  |
| 400              | 12 000 000 |
| 800              | 8 800 000  |
| 850              | 6 000 000  |
| 1226             | 16 000 000 |
| 1300             | 15 000 000 |
| 1345             | 20 200 000 |
| 1350             | 15 000 000 |
| 1400             | 12 000 000 |
| 1457             | 11 000 000 |
| 1500             | 14 000 000 |
| 1550             | 15 300 000 |
| 1560             | 16 200 000 |
| 1580             | 16 500 000 |
| 1600             | 20 000 000 |
| 1620             | 21 000 000 |
| 1650             | 20 000 000 |
| 1680             | 21 000 000 |
| 1700             | 21 000 000 |
| 1715             | 19 600 000 |
| 1730             | 23 800 000 |
| 1740             | 24 600 000 |
| 1750             | 24 500 000 |
| 1760             | 25 700 000 |
| 1770             | 26 600 000 |
| 1780             | 27 600 000 |
| 1789             | 28 600 000 |
| 1790             | 28 100 000 |
| 1795             | 28 103 000 |
| 1801             | 29 361 000 |
| 1806             | 29 648 000 |
| 1810             | 30 000 000 |
| 1811             | 30 271 000 |
| 1816             | 30 573 000 |
| 1821             | 31 578 000 |
| 1826             | 32 665 000 |
| 1831             | 33 595 000 |

| Date | Habitants  |
| ---- | ---------- |
| 1836 | 34 293 000 |
| 1841 | 34 912 000 |
| 1846 | 36 097 000 |
| 1851 | 36 472 000 |
| 1856 | 36 715 000 |
| 1861 | 37 386 000 |
| 1872 | 37 653 000 |
| 1876 | 38 783 000 |
| 1881 | 39 239 000 |
| 1886 | 39 783 000 |
| 1891 | 39 946 000 |
| 1896 | 40 158 000 |
| 1901 | 40 710 000 |
| 1902 | 40 810 000 |
| 1903 | 40 910 000 |
| 1904 | 41 000 000 |
| 1905 | 41 050 000 |
| 1906 | 41 100 000 |
| 1907 | 41 100 000 |
| 1908 | 41 190 000 |
| 1909 | 41 240 000 |
| 1910 | 41 350 000 |
| 1911 | 41 420 000 |
| 1912 | 41 530 000 |
| 1913 | 41 620 000 |
| 1914 | 41 630 000 |
| 1915 | 40 020 000 |
| 1916 | 40 020 000 |
| 1917 | 39 420 000 |
| 1918 | 38 670 000 |
| 1920 | 38 900 000 |
| 1921 | 39 140 000 |
| 1922 | 39 750 000 |
| 1923 | 39 750 000 |
| 1924 | 40 170 000 |
| 1925 | 40 460 000 |
| 1926 | 40 710 000 |
| 1927 | 40 770 000 |
| 1928 | 40 880 000 |
| 1929 | 41 020 000 |

| Date | Habitants  |
| ---- | ---------- |
| 1930 | 41 340 000 |
| 1931 | 41 550 000 |
| 1932 | 41 510 000 |
| 1933 | 41 520 000 |
| 1934 | 41 570 000 |
| 1935 | 41 550 000 |
| 1936 | 41 500 000 |
| 1937 | 41 530 000 |
| 1938 | 41 560 000 |
| 1939 | 41 510 000 |
| 1940 | 40 690 000 |
| 1941 | 39 420 000 |
| 1942 | 39 220 000 |
| 1943 | 39 860 000 |
| 1944 | 38 770 000 |
| 1945 | 39 660 000 |
| 1946 | 40 287 000 |
| 1947 | 40 679 000 |
| 1948 | 41 112 000 |
| 1949 | 41 480 000 |
| 1950 | 41 647 258 |
| 1951 | 42 010 088 |
| 1952 | 42 300 981 |
| 1953 | 42 618 354 |
| 1954 | 42 885 138 |
| 1955 | 43 227 872 |
| 1956 | 43 627 467 |
| 1957 | 44 058 683 |
| 1958 | 44 563 043 |
| 1959 | 45 014 662 |
| 1960 | 45 464 797 |
| 1961 | 45 903 656 |
| 1962 | 46 422 000 |
| 1963 | 47 573 406 |
| 1964 | 48 059 022 |
| 1965 | 48 561 800 |
| 1966 | 48 953 792 |
| 1967 | 49 373 537 |
| 1968 | 49 723 072 |
| 1969 | 50 107 735 |

| Date | Habitants  |
| ---- | ---------- |
| 1970 | 50 528 219 |
| 1971 | 51 016 234 |
| 1972 | 51 485 953 |
| 1973 | 51 915 873 |
| 1974 | 52 320 725 |
| 1975 | 52 600 000 |
| 1976 | 52 798 338 |
| 1977 | 53 019 005 |
| 1978 | 53 271 566 |
| 1979 | 53 481 073 |
| 1980 | 53 731 387 |
| 1981 | 54 028 630 |
| 1982 | 54 335 000 |
| 1983 | 54 649 984 |
| 1984 | 54 894 854 |
| 1985 | 55 157 303 |
| 1986 | 55 411 238 |
| 1987 | 55 681 780 |
| 1988 | 55 966 142 |
| 1989 | 56 269 810 |
| 1990 | 56 577 000 |
| 1991 | 56 840 661 |
| 1992 | 57 110 533 |
| 1993 | 57 369 161 |
| 1994 | 57 565 008 |
| 1995 | 57 752 535 |
| 1996 | 57 935 959 |
| 1997 | 58 116 018 |
| 1998 | 58 298 962 |
| 1999 | 58 496 613 |
| 2000 | 58 858 198 |
| 2001 | 59 266 572 |
| 2002 | 59 685 899 |
| 2003 | 60 101 841 |
| 2004 | 60 505 421 |
| 2005 | 60 963 264 |
| 2006 | 61 399 733 |
| 2007 | 61 795 238 |
| 2008 | 62 134 866 |
| 2009 | 62 465 709 |

| Date | Habitants  |
| ---- | ---------- |
| 2010 | 62 765 235 |
| 2011 | 63 070 244 |
| 2012 | 63 375 971 |
| 2013 | 63 697 865 |
| 2014 | 63 982 078 |
| 2015 | 64 277 242 |
| 2016 | 64 513 242 |
| 2017 | 64 859 599 |
| 2018 | 64 844 037 |
| 2019 | 65 096 768 |
| 2020 | 65 269 154 |
| 2021 | 65 450 219 |
| 2022 | 65 646 837 |
| 2023 | 65 834 837 |

Sources :
- Compilation de données Insee, Ined, et Jacques Dupâquier, Histoire de la population française, Paris, PUF, 1988. Les données datant d'avant les premiers recensements napoléoniens sont des estimations qui prêtent à débats. Les dernières recherches relatives à la période de la conquête romaine (Ier siècle av. J.-C.) tendent à établir une population gauloise de 12 à 14 millions d'habitants.
- Insee[1],[2].

## Préhistoire
Les premiers hominidés sont attestés dans le sud de la France il y a plus de 500 000 ans, ils donneront naissance à l'homme de Néandertal. Il y a 40 000 ans l’homme de Cro-Magnon arrive d'Afrique via le Proche-Orient et l'Europe de l’Est. La population reste longtemps stabilisée à quelques milliers d'habitants. La fin des périodes glaciaires, au magdalénien, provoque une augmentation des ressources alimentaires disponibles et de la population :
- environ 3-4 000 habitants vers 100 000 av. J.-C. (soit moins de 0,006 hab./km2) ;
- environ 8-10 000 habitants entre 40 000 et 20 000 av. J.-C. (soit environ 0,015 hab./km2, ou environ une centaine d'habitants pour un territoire ayant la taille d'un département français) ;
- peut-être 14 000 habitants à partir du magdalénien supérieur (après 17 000 ans av. J.-C.)[3].

Elle augmente brusquement avec le néolithique et la diffusion de l'agriculture, pour atteindre le million d'habitants au début du IIIe millénaire av. J.-C.

## Protohistoire
Le nombre très important de vestiges des sites habités il y a plus de 10 000 ans qui est parvenu jusqu'à nous, ne serait-ce que les grottes ornées comme Lascaux, Pech-Merle, Niaux, Rouffignac, Font-de-Gaume, Chauvet, etc., les mégalithes, les tumuli, les restes d'industrie mésolithique, suppose un peuplement humain déjà nombreux et socialement organisé.
L'indo-européen est une famille de langues d'origine commune. Des peuples dont le langage est pré-indoeuropéen sont attestés dans le sud de la France avant l'arrivée des premiers Celtes vers -700, apportant avec eux une civilisation et une organisation politique originale[réf. nécessaire]. Ces peuples, comme les anciens Ligures, les Ibères ou les proto-Basques ou Vascons (ancêtres des Aquitains que César distingue des autres peuples des Gaules), ont laissé dans les montagnes du sud de la France une couche de toponymes préceltiques qui a été mise en évidence par Albert Dauzat.

## Antiquité
Il y a environ 6 millions d'habitants au début de la conquête romaine du sud de la Gaule en -125[réf. souhaitée] ; entre 4 et 12 millions selon les estimations.

## Haut Moyen Âge
À partir du IVe siècle, les invasions conduiront des groupes d'individus appartenant à plusieurs peuples différents à organiser des incursions. Le territoire étant déjà très peuplé par des populations bien installées, ces invasions ne permettent en général d'implanter qu'au maximum quelques dizaines de milliers d'individus, et ne modifient pas le fonds de peuplement autochtone qui s'élève déjà à plusieurs millions d'habitants, sauf dans quelques régions bien définies où ils se surajoutent à une population existante qu'ils viennent coloniser, comme par exemple les Alamans en Alsace, les Francs ripuaires en Lorraine, les Francs saliens au Nord de la Seine, Burgondes établis en Bourgogne et convertis au christianisme, Wisigoths repoussés par l'armée de Clovis en Aquitaine puis en Espagne, Ostrogoths en Provence, Vandales en Corse, les Saxons dans le Boulonnais et le Bessin, à partir du VIIe siècle les Bretons en Armorique occidentale, et au IXe siècle les Vikings sur les côtes normandes et dans l'estuaire de la Seine.

## Époque médiévale

Évolutions comparées de la surface forestière et de la population en France. Malgré le développement de l'Administration des Eaux et Forêts et des textes réglementaires, la surface forestière continue de diminuer jusqu'au XIXe siècle. Ce recul est principalement dû aux défrichements pour la mise en culture en lien avec l'expansion démographique, l'implantation de communautés religieuses, l'urbanisation et la fourniture des matériaux de construction civile et navale, ainsi que du bois de chauffe.

On estime que vers la fin de l'Empire romain, la population gallo-romaine était d'environ 12,2 millions d'habitants.
Entre le Ve siècle et le VIIIe siècle, elle subit une forte diminution, puisqu'à l'époque de Charlemagne, vers l'an 800 elle est estimée à 8,8 millions. À cette même époque, les Celtes brittoniques chassés de l'île de Bretagne (actuelle Grande-Bretagne) par les Saxons et les Angles, s'installent en Armorique qui prend ainsi le nom de Bretagne. La première occupation de berbères musulmans, commencée en 719 par la prise de Narbonne, est repoussée en 759.
En cinquante ans, entre 800 et 850, la chute est supposée vertigineuse, puisqu'on estime qu'au milieu du IXe siècle, sous le règne de Charles le Chauve, elle est estimée à 5 millions d'habitants. En 838 les Sarrasins saccagent Marseille, razzient des habitants pour les réduire en esclavage et effectueront plusieurs autres razzias semblables jusqu'à l'an 1000, dans un contexte où les côtes italiennes et espagnoles sont encore plus exposées à leurs raids. À la même époque, les Vikings prennent pied à l'autre bout de la France. De nombreux scandinaves se fixent alors en Normandie et au royaume de Bretagne. Le déclin démographique est stoppé au Xe siècle.
Au début du XIIIe siècle, vers 1200, on estime que la population française retrouve à peu près les chiffres qu'elle avait atteint 800 ans plus tôt, à la fin de l'Empire romain[réf. nécessaire]. Louis-Henri Fournet, fixe lui ce retournement démographique au XIe siècle : « Pour la première fois dans l'histoire du monde, des densités de trente à quarante habitants par kilomètre carré sont atteintes en France, en Lotharingie, en Angleterre et en Italie, ».
Un peu plus d'un siècle plus tard, en 1320, à la fin de la dynastie des Capétiens directs, sous le règne de Charles IV le Bel, c'est à ce siècle que la France est considérée comme existentielle en tant que nation et elle aurait compté environ 24 000 paroisses (1 paroisse = environ 700 habitants) et atteint pour la première fois le chiffre de 17 millions d'habitants, sur un territoire de 320 000 km2 (soit une densité de 60,5 hab./km2).
Au milieu du XIVe siècle, après la Grande Peste, au début du règne de Jean II le Bon, on évalue la population française entre 15 et 17 millions d'habitants sur 400 000 km2, soit une densité de seulement 45 hab./km2. Le domaine royal couvre 300 000 km2, les grands fiefs environ 100 000 km2. La Provence est partagée en 23 vigueries/baillies. Une baillie fait environ seize localités. Elle fait 31 400 km2. Sa population est de 375 000 habitants (80 000 feux), soit une densité d'à peine 12 hab./km2. L'armée compte 25 000 hommes (1,25 % de la population). Entre 1357 et 1453, à la fin de la Guerre de Cent Ans, la population française reste stable autour de 16,6 millions d'habitants. Elle n'en demeure pas moins l'entité la plus peuplée d'Europe, et de loin.

## Époque moderne

### Émigration et immigration
Le chiffre de 20 millions d'habitants est à nouveau atteint au début du XVIIe siècle, sur un territoire agrandi, donc avec une densité de population de 34 hab./km2. Alors que 300 000 huguenots sont chassés du territoire, 5 000 jacobites irlandais, et quelques milliers de catholiques anglais ou écossais se réfugient dans les ports français. Par ailleurs, des dizaines de milliers d'Auvergnats et Rouergats, s'établissent en Espagne, souvent une partie de l'année seulement, profitant du Siècle d'or de ce royaume. Les communautés françaises, entre ces travailleurs et l'exil huguenot sont alors particulièrement nombreuses dans les pays d'Europe, surtout en Angleterre, aux Pays-Bas et dans les états allemands.

### Population totale et taux d'accroissement de 1740 à 1860
Les estimations de population suivantes ont été proposées pour la France métropolitaine pendant cette période :
| Année                                         | 1740 | 1745 | 1750 | 1755 | 1760 | 1765 | 1770 | 1775 | 1780  | 1785  | 1790 | 1795 |
| --------------------------------------------- | ---- | ---- | ---- | ---- | ---- | ---- | ---- | ---- | ----- | ----- | ---- | ---- |
| Population totale (en millions)               | 24,6 | 24,6 | 24,5 | 25,0 | 25,7 | 26,1 | 26,6 | 27,0 | 27,55 | 27,65 | 28,1 | 28,1 |
| Taux d'accroissement par tranche de 5 ans (‰) | 1    | 3    | 20   | 28   | 14   | 19   | 15   | 21   | 4     | 16    | 0    | 36   |

| Années                                        | 1800 | 1805 | 1810 | 1815 | 1820  | 1825  | 1830 | 1835 | 1840 | 1845 | 1850  | 1855 | 1860 |
| --------------------------------------------- | ---- | ---- | ---- | ---- | ----- | ----- | ---- | ---- | ---- | ---- | ----- | ---- | ---- |
| Population totale (en millions)               | 29,1 | 29,5 | 30,0 | 30,3 | 31,25 | 32,35 | 33,3 | 34,0 | 34,9 | 35,7 | 36,35 | 37,0 | 37,3 |
| Taux d'accroissement par tranche de 5 ans (‰) | 12   | 18   | 10   | 31   | 36    | 29    | 21   | 25   | 24   | 18   | 17    | 9    |      |

### Structure par âge de 1740 à 1860 (en%)
La même source propose les répartitions par âge suivantes, pour la France métropolitaine :
| âges       | 1740 | 1745 | 1750 | 1755 | 1760 | 1765  | 1770 | 1775  | 1780  | 1785  | 1790 | 1795  |
| ---------- | ---- | ---- | ---- | ---- | ---- | ----- | ---- | ----- | ----- | ----- | ---- | ----- |
| 0-19 ans   | 42,1 | 42,2 | 41,6 | 41,1 | 41,2 | 41,0  | 41,1 | 40,7  | 40,0  | 40,15 | 40,1 | 40,3  |
| 20-59 ans  | 49,6 | 49,7 | 50,3 | 50,7 | 50,3 | 50,15 | 50   | 50,35 | 51,25 | 51,3  | 51,4 | 50,95 |
| 60 et plus | 8,3  | 8,1  | 8,1  | 8,2  | 8,5  | 8,85  | 8,9  | 8,95  | 8,75  | 8,55  | 8,5  | 8,75  |
| Total (%)  | 100  | 100  | 100  | 100  | 100  | 100   | 100  | 100   | 100   | 100   | 100  | 100   |

| âges       | 1800  | 1805  | 1810 | 1815  | 1820  | 1825  | 1830 | 1835  | 1840 | 1845  | 1850  | 1855  | 1860  |
| ---------- | ----- | ----- | ---- | ----- | ----- | ----- | ---- | ----- | ---- | ----- | ----- | ----- | ----- |
| 0-19 ans   | 41,0  | 41,25 | 41,1 | 41,6  | 40,7  | 40,55 | 40.6 | 40,25 | 39,6 | 38,95 | 38,4  | 37,7  | 36,95 |
| 20-59 ans  | 50,05 | 49,75 | 49,7 | 48,75 | 49,25 | 49,45 | 49,6 | 50,25 | 50,9 | 51,4  | 51,95 | 52,65 | 52,65 |
| 60 et plus | 8,95  | 9,0   | 9,2  | 9,65  | 10,05 | 10,0  | 9,8  | 9,5   | 9,5  | 9,65  | 9,65  | 9,65  | 10,4  |
| Total (%)  | 100   | 100   | 100  | 100   | 100   | 100   | 100  | 100   | 100  | 100   | 100   | 100   | 100   |

## Époque contemporaine

### Un taux de natalité exceptionnellement faible pendant deux siècles

Carte Philosophique figurant la Population de la France (1830), par Armand Joseph Frère de Montizon.

Évolution de la démographie entre 1960 et 2010. Population en millions d'habitants.

Jusqu'en 1795, la France comptait la troisième population au monde derrière la Chine et l'Inde[réf. nécessaire]. Toutefois, à partir de 1750 et durant tout le XIXe siècle et jusqu'en 1945, la France connut une très lente progression démographique due à son taux de natalité très faible, le plus bas d'Europe, alors que le reste du continent connaissait un véritable essor démographique.
Au terme de cette période, la population de la France n’a ainsi été multipliée que par 1,6 (d’environ 24,5 millions d’habitants à 40,1 millions début 1946) alors que l’Italie et l’Allemagne multipliaient par trois leur population (passant respectivement de 14 à 45,1 millions, et d’un peu moins de 20 millions à environ 68 millions d’habitants - ou 58 millions sans l’entrée de dix millions d’Allemands chassés de leurs anciens territoires et du reste de l’Europe orientale au lendemain de la Seconde Guerre mondiale). Le Royaume-Uni, pour sa part, sextuplait la sienne (de 8,1 à 49 millions début 1946).
Cette différence de croissance de la population est d'autant plus notable qu'une grande partie du continent européen a connu une importante hémorragie migratoire en direction du Nouveau Monde (le Royaume-Uni, l’Allemagne et l’Italie ont perdu chacun 20-25 millions de personnes) mais beaucoup moins la France (environ 4 millions de personnes).
Le baby-boom ayant suivi la Seconde Guerre mondiale ne permit de rattraper qu’une petite partie de cet écart.
Ce sous-peuplement a aussi contribué à la faible densité de population en France (118 habitants/km2) par rapport à d'autres pays européens (Royaume-Uni : 271 hab./km2 ; Allemagne 232 hab./km2 ; Italie : 201 hab./km2).

#### Indicateur conjoncturel de fécondité auXIXesiècle
Pour la France métropolitaine du XIXe siècle, Max Roser et Hans Rosling ont établi les données suivantes :
| Années                               | 1800 | 1801 | 1802 | 1803 | 1804 | 1805 | 1806 | 1807 | 1808 | 1809 | 1810 |
| ------------------------------------ | ---- | ---- | ---- | ---- | ---- | ---- | ---- | ---- | ---- | ---- | ---- |
| Indicateur conjoncturel de fécondité | 4,41 | 4,36 | 4,31 | 4,26 | 4,21 | 4,16 | 4,1  | 4,05 | 4    | 3,95 | 3,9  |

| Années                               | 1860 | 1861 | 1862 | 1863 | 1864 | 1865 | 1866 | 1867 | 1868 | 1869 | 1870 |
| ------------------------------------ | ---- | ---- | ---- | ---- | ---- | ---- | ---- | ---- | ---- | ---- | ---- |
| Indicateur conjoncturel de fécondité | 3,4  | 3,51 | 3,46 | 3,53 | 3,51 | 3,53 | 3,53 | 3,55 | 3,49 | 3,49 | 3,44 |

| Années                               | 1871 | 1872 | 1873 | 1874 | 1875 | 1876 | 1877 | 1878 | 1879 | 1880 |
| ------------------------------------ | ---- | ---- | ---- | ---- | ---- | ---- | ---- | ---- | ---- | ---- |
| Indicateur conjoncturel de fécondité | 3,08 | 3,59 | 3,51 | 3,53 | 3,51 | 3,57 | 3,49 | 3,44 | 3,44 | 3,36 |

| Années                               | 1881 | 1882 | 1883 | 1884 | 1885 | 1886 | 1887 | 1888 | 1889 | 1890 |
| ------------------------------------ | ---- | ---- | ---- | ---- | ---- | ---- | ---- | ---- | ---- | ---- |
| Indicateur conjoncturel de fécondité | 3,4  | 3,4  | 3,38 | 3,38 | 3,32 | 3,26 | 3,22 | 3,16 | 3,12 | 2,95 |

| Années                               | 1891 | 1892 | 1893 | 1894 | 1895 | 1896 | 1897 | 1898 | 1899 |
| ------------------------------------ | ---- | ---- | ---- | ---- | ---- | ---- | ---- | ---- | ---- |
| Indicateur conjoncturel de fécondité | 3,03 | 2,96 | 3,02 | 2,94 | 2,86 | 2,98 | 2,92 | 2,87 | 2,88 |

### L'exode rural
L'exode rural ne touche que tardivement la France par rapport aux autres pays d'Europe occidentale et d'Amérique du Nord. Ainsi, la France compte 43,8 % de personnes vivant de la terre au recensement de 1906, et 31 % à celui de 1954. Jusqu'à la Seconde Guerre mondiale, l'exode rural touche ainsi principalement les terroirs d'exploitation difficile, particulièrement dans le sud de la France ou les régions montagneuses, dont, par exemple, l'Ardèche, qui atteint un pic de population sous le Second Empire, comptant 388 500 habitants selon le recensement de 1861 ; « comme dans beaucoup d'autres régions où prévalait un système analogue, le déclin des industries en milieu rural entraîna celui de l'agriculture, et réciproquement. En un siècle, l'Ardèche perdit ainsi plus de cent quarante mille habitants, par émigration ou par dénatalité, soit plus du tiers des Ardéchois du XIXe siècle, pour ne plus compter que 245 600 personnes au recensement de 1962 » (A. Frémont, 1997).

### Émigration et immigration
Selon les relevés de l'état-civil ainsi que des recensements, la France a continué à connaître une importante immigration au cours du XXe siècle. Entre 1866 et 1911, elle devient un pays d'immigration d'abord pour les Belges, les Sarrois puis pour les Italiens.
Dans les années 1930 est arrivée une première vague venant d'Italie et de Pologne, essentiellement pour des motifs économiques.
Puis après la Seconde Guerre mondiale, de nombreux Espagnols et Portugais vinrent pour des raisons politiques et économiques. À partir du début des années 1960, ce sont des immigrés venant du Maghreb puis d'Afrique subsaharienne, plus récemment de Turquie et d'Asie.
Le rapatriement des Pieds-Noirs eut également une grande influence sur la démographie française.

### Le baby-boom
La France connaît une augmentation importante du taux de natalité, juste après la fin de la Seconde Guerre mondiale. Cette période s'étend de 1945 jusqu'à 1955-1960, voire jusqu'au milieu des années 1970 pour la plupart des pays occidentaux. Durant les deux premières décennies du XXIe siècle, les baby-boomers qui partent massivement à la retraite créent un nouvel effet socioéconomique d'envergure : le papy-boom.

### Position de la France métropolitaine en Europe selon la population totale
Jusqu'en 1795, la France métropolitaine était le pays le plus peuplé d'Europe, Russie comprise.
Entre 1795 et 1866 : en deuxième position derrière la Russie.
Entre 1866 et 1911 : en troisième position derrière la Russie et l'Allemagne.
Entre 1911 et 1931 : en quatrième position derrière la Russie, l'Allemagne et la Grande-Bretagne.
Entre 1931 et 1991 : en cinquième position derrière la Russie, l'Allemagne la Grande-Bretagne et l'Italie.
Entre 1991 et 2000 : en quatrième position derrière la Russie, l'Allemagne et la Grande-Bretagne.
Depuis 2000 : en troisième position derrière la Russie et l'Allemagne.